# La princesa del país de la porcelana
Rosa y plata: La princesa del país de la porcelana, más conocida como La princesa del país de la porcelana (el título original en francés, La princesse du pays de la porcelaine) es una pintura del artista estadounidense James McNeill Whistler. Fue pintado entre 1863 y 1865. La pintura cuelga sobre la chimenea en La habitación del pavo real en la Freer Gallery of Art en Washington D. C.

## Descripción
La obra representa de cuerpo entero a una mujer europea que viste un kimono usado al estilo occidental, como bata de casa elegante, de pie entre numerosos objetos de arte asiático, que incluyen una alfombra, un biombo japonés y un jarrón decorativo de porcelana. Sostiene un pay-pay y mira hacia adelante "con nostalgia". Está representada de manera impresionista. El marco de la pintura está decorado con un motivo similar al de la pintura, con círculos entrelazados y numerosos rectángulos.
En el momento en que Whistler pintó el cuadro, a menudo usaba grandes cantidades de pan de oro en su trabajo, como en su tema similar Caprice in Purple and Gold No.2: The Gold Screen. Aunque la pintura en sí no incluye oro ni pigmentos dorados, sus tonos amarillos y ocres complementan el interior dorado y azul de su entorno original mientras se exhibía en la casa del magnate naviero británico Frederick Richards Leyland.

## Producción

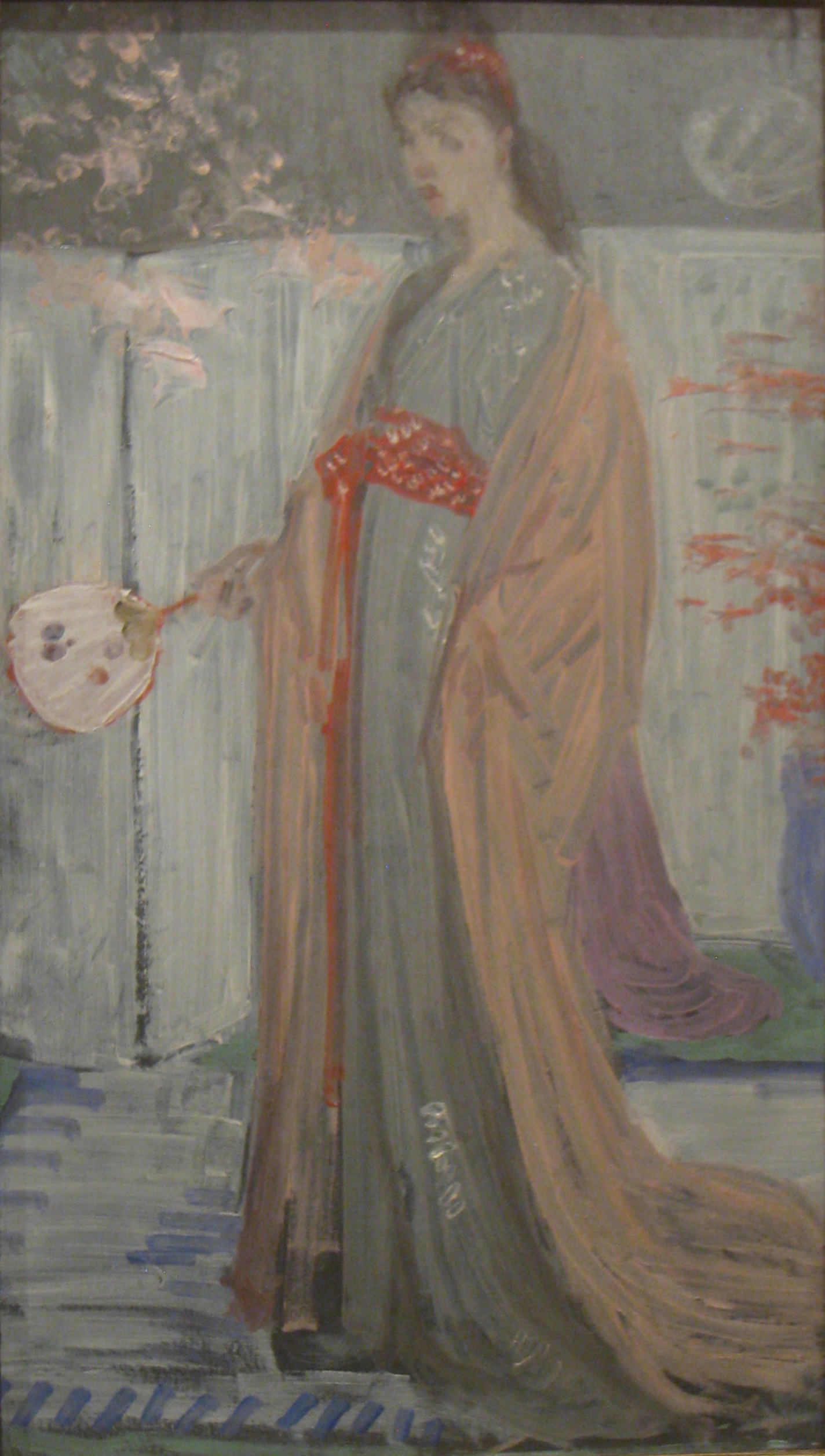
Boceto de Whistler, que muestra flores que luego fueron eliminadas.

La princesa del país de la porcelana fue pintada entre 1863 y 1865 por James McNeill Whistler, con Christine Spartali, la hermana de la artista prerrafaelita Marie Spartali Stillman, como modelo; Owen Edwards de Smithsonian Magazine describe a Spartali como "una belleza anglo-griega a quien todos los artistas de la época clamaban por pintar". Es una de varias obras de Whistler pintadas durante este período que representan a una mujer occidental en un entorno de estilo asiático y vestida a la manera asiática, un reflejo de la tendencia decorativa anglo-japonesa del momento. Como en varias otras de sus obras, Whistler utilizó bocetos para preparar el diseño general de la obra. Más tarde se agregaron otros detalles. Un boceto sobreviviente muestra flores, que luego se eliminaron del trabajo. El biombo japonés blanco del fondo puede haber sido propiedad de Whistler.

## Historia
Cuando se completó el retrato, el padre de Spartali se negó a comprarlo; La gran firma de Whistler en la parte superior izquierda hizo que otro posible comprador se retirara. Esto puede haber llevado a Whistler a desarrollar su firma posterior de estilo mariposa.
En 1865 se exhibió en el Salón de París. Al año siguiente, se exhibió en la Galería francesa de Gambart en Londres; cuando terminó la exposición, su amigo Dante Gabriel Rossetti recibió la pintura ya que Whistler estaba en América del Sur en ese momento. Luego fue vendida por Rossetti o Joanna Hiffernan, la musa y amante de Whistler, a un coleccionista de arte que se cree que era Frederick Huth. Fue devuelta a Whistler en 1867.
Varios años más tarde, el retrato fue comprado por Leyland que colocó a La princesa del país de la porcelana en un comedor lleno de cerámica del reinado de Kangxi, pero no le gustó cómo había sido decorado por un artista anterior, Thomas Jeckyll. Whistler sugirió que Leyland modificara el color de la habitación para acentuar mejor su nueva adquisición; el propio Whistler se encargó más tarde del rediseño, ya que Jeckyll estaba enfermo. El resultado fue La habitación del pavo real. Sin embargo, las modificaciones de Whistler fueron más profundas que las deseadas por Leyland, lo que resultó en una riña entre los dos.
En 1892, después de la muerte de Leyland, la pintura fue vendida en Christie's en Londres a Alexander Reid por 420 guineas. Reid era un comerciante de arte de Glasgow que se lo vendió a William Burrell unos años más tarde.
Fue adquirida por Charles Lang Freer el 20 de agosto de 1903, bajo el título de La princesa de porcelana por 3,750 libras (18,240 dólares) en Bond Street, en Londres. Lo guardó en su casa en Detroit, Míchigan; al año siguiente adquirió La habitación del pavo real. En 1906 donó ambos al Instituto Smithsoniano.

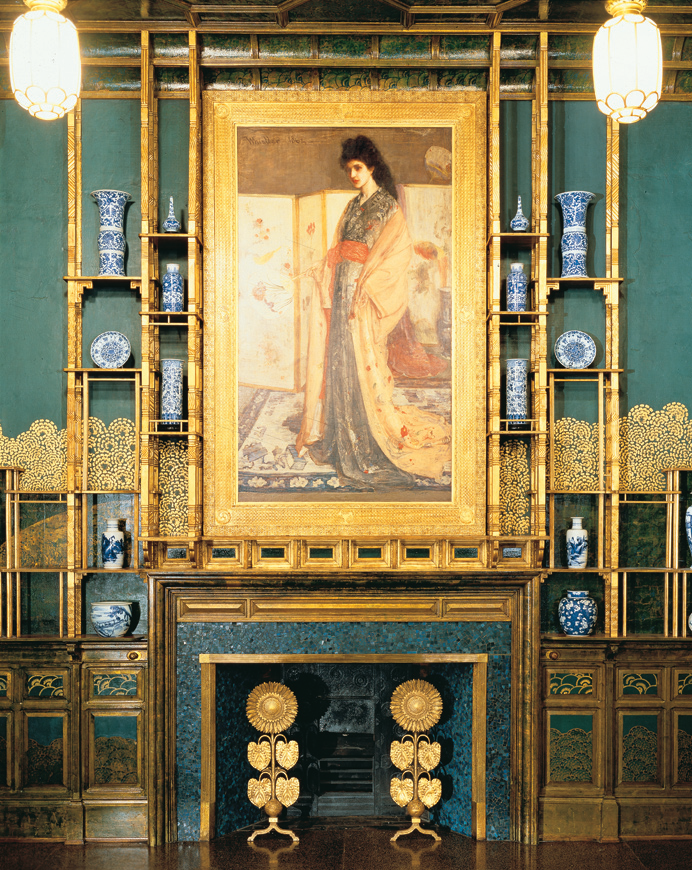
La princesa del país de la porcelana, colgando sobre la chimenea en La habitación del pavo real en la Freer Gallery of Art.

Después de la muerte de Freer en 1919, tanto el cuadro como la habitación se trasladaron a la Freer Gallery of Art en Washington D. C., un museo del Instituto Smithsoniano establecido por Freer. El cuadro continua en la estancia en la Freer Gallery, colgado sobre la chimenea en medio de un aparador giratorio con cerámica asiática. En 2011, la pintura fue digitalizada con más de un gigapíxel de resolución por Google Art Project; esto se logró ensamblando numerosos mosaicos digitales más pequeños.

## Influencias
Los críticos han notado influencias de Kitagawa Utamaro en la pintura, así como de la chinoiserie francesa del siglo XVIII.

## Recepción
En una reseña para el Salón de París de 1865, Gustave Vattier escribió que la pintura no estaba lista para exhibirse y dijo que "el aliento de un niño podría volarla"; tampoco estuvo de acuerdo con la creencia de que Whistler estaba representando la realidad, y escribió que la pintura no era más que "capricho y fantasía".
En su disertación doctoral, Caroline Doswell Older escribió que, cuando se ve sin su marco, la pintura parece una fotografía recortada y tomada descuidadamente que parece como si fuera a ser tragada por La habitación del pavo real. Sin embargo, con su marco, lo encuentra como un "objeto estético con suficiente presencia para sostenerse por sí mismo" en la habitación fuertemente decorada.